# Берген (співачка)
Берген (при народженні Бельгін Сарілмішер, 15 липня 1958, Мерсін, Туреччина — 14 серпня 1989, Адана, Туреччина) — турецька співачка. Була однією з найвидатніших зірок жанру арабески у Туреччині 1980-х років.
Через своє життя і смерть вона стала одним із символів та обличчям насильства над жінками в Туреччині.

## Життєпис та кар'єра

### Ранні роки та початок кар'єри
Бельгін Сарілмішер народилася 15 липня 1958 року в місті Мерсін, була наймолодшою із семи дітей. Після розлучення батьків вона переїхала з матір'ю до Анкари.
Бельгін, яка закінчила початкову школу «Yenimahalle Yunus Emre», почала співати та грати на мандоліні ще у шкільні роки. Помітивши талант дівчини до музики, вчителі заохочували її після закінчення школи навчатися в консерваторії.
Склавши іспити в Державну консерваторію Анкари, співачка перші два роки вивчала гру на фортепіано та віолончелі. Їй довелося кинути навчання через фінансові труднощі та деякий час працювати державним службовцем у ПТТ, офіційно добившись підвищення свого віку, який надавав би їй можливість працювати, через суд
.
Твердження про те, що вона вийшла заміж у 1977 році і народила дитину, її родина заперечувала.
Сценічне життя Берген почалося в 1977 році, коли вона пішла в нічний клуб «Feyman» в Анкарі, щоб повеселитися з друзями, і прийняла пропозицію про роботу від власника клубу Ільхана Феймана після того, як друзі переконали її вийти на сцену. Вона була виконавицею турецької класичної музики, турецької легкої музики та аранжування, які були модними у той час. Бельгін виступала разом з оркестром Group Locomotive у нічному клубі Feyman. На сцені вона використовувала псевдонім «Берген».
Коли Берген залишила роботу в нічному клубі «Feyman» після року співпраці, вона прийняла пропозицію автомобіля від клубу Kuyubaşı в Адані в обмін на 8 місяців роботи вокалісткою клубу. Але після закінчення співпраці у неї забрали машину, і вона залишилася в боргах.
У 1981 році Берген покинула Анкару, щоб зайнятися бізнесом в Адані, де вона зустріла Халіса Сербеста. Щовечора він посилав співачці квіти, ходив до клубу, де працювала Берген, і спостерігав за нею з головного столика. Через його вперту наполегливість вона погодилася вийти за нього заміж, однак Сербест уже був одружений з іншою жінкою і мав трьох дітей. Берген припинила стосунки, коли виявилося, що її шлюб, який вона вважала справжнім, був брехнею, організованою Сербестом.
Бельгін неодноразово була піддана насильству з боку Сербеста. Тому вона вирішила покинути Адану, повернутися до Анкари і знову виступати в нічних клубах. Вона змінила своє ім'я на «Берген», на честь норвезького міста Берген.
В 1979 році Берген почала виступати як артистка в Ankara Başkent Casino з Бюлентом Ерсоєм, Ібрагімом Татлисесом і Мюдже Ар.
В 1982 році співачка випустила альбом Şikayetim Var (Я маю скаргу). Берген, сказала, що закохалася, незважаючи на насильство, яке завдав їй Сербест, знову вийшла за нього заміж 9 січня 1982 року, цього разу офіційно.
Того ж року, 31 жовтня, коли вона працювала в Ізмірі, на неї напав невідомий, якому заплатив її чоловік, та облив її азотною кислотою.

Під час нападу артистка втратила одне око, а більша частина її тіла була обпечена. Про інцидент Берген сказала наступне:
 "Під кінець наших стосунків я знайшла вдома жіночу білизну. Тоді я була повністю спустошена і втекла з Адани до Анкари. Як тільки він дізнався, що я втекла, він послідував за мною. Потім він знайшов мене в гуртожитку в Ізмірі. Він погрожував мені, тому що я не зважала на нього. Він казав: «Я виллю тобі кислоту в обличчя. Але я не повірила" 

### Напад на співачку
Халіс Сербест дав 500 тисяч лір найманому вбивці та відправив його до Ізміру. У ніч на 31 жовтня 1982 року біля воріт нью-йоркського павільйону в Ізмірі, Алсанджак, Берген збиралася сісти в таксі з матір'ю, коли найманий зловмисник кинув у співачку відро з азотною кислотою. У наступному інтерв'ю Берген описала цю подію таким чином:
«У той момент я втратила зір на обидва ока. Я майже нічого не усвідомлювала. Я могла лише чути крики. "Відведіть її до фонтану", — сказали перехожі в один момент. Але води було недостатньо. Вони порвали мій одяг і закутали в чистий. У той момент все було темним, я нічого не бачила, я навіть не могла відкрити очі. Незабаром, приїхала поліцейська машина. Вони відвезли мене в університетську лікарню Еге. Через мої рани я пробула у лікарні 45 днів».
Її мати, яка була з нею під час нападу, розповіла:
"Два роки тому він викрав мою доньку. Я багато разів казала Берген, що вона не повинна виходити заміж за цього чоловіка, що він не може зробити її щасливою. Вона не послухалася. Моя донька, яка виконувала турецьку музику в нічних клубах, за короткий час стала затребуваною артисткою завдяки своєму голосу. Мій зять, який заздрив успіху Берген, створював конфлікти кожен день. Нарешті, зрозумівши, що з цього шлюбу більше нічого не вийде, вона вирішила розлучитися. Незважаючи на це, він не відмовився від моєї доньки. Він постійно погрожував їй, кажучи: «Я не віддам тебе нікому іншому».
Під час цього нападу Берген отримала серйозні поранення. Співачці безкоштовно допоміг відомий пластичний хірург того часу Онур Ерол, який стежив за подіями в пресі.
Халіс Сербест був спійманий і засуджений до 13 років ув'язнення після 2 місяців дезертирства. Він зателефонував до лікарні після нападу, плакав і брехав, кажучи, що не має відношення до інциденту.

### Повернення на сцену
Після лікування, на вмовляння композитора Дженгіза Озшекера, Берген повернулася на сцену і почала виступати в клубі, яким Озшекер володів до 1985 року.
У 1983 році артистка записала альбом «Kardeşiz Kader», що складався з 12 пісень.
Запрошена до Стамбула Яшаром Кекевою, власником «Yaşar Records», Берген вперше зустрілася із шанувальниками її музики в Стамбулі 29 березня 1985 року.
Співачка випустила новий альбом «İnsan Severse» у 1985 році під музичним керівництвом Бурхана Баяра та здобула велику популярність завдяки альбому «Acıların Kadını» («Жінка Скорботи») наприкінці 1986 року.
Альбом «Жінка Скорботи» було продано понад 1 мільйоном примірників. Через велику популярність альбому артистка отримала нагороди «Золота платівка», «Золота касета» в 1987 році та титул «Найкращої виконавиці арабески  1986 року».
В 1987 році дебютувала в ролі акторки у фільмі «Жінка болю», сценаристом і режисером якого став Улкю Еракалін. Співачку поранив ножем фотограф клубу, куди вона ходила на концерт в Адані. Вона пережила напад із незначними травмами й невдовзі одужала після амбулаторного лікування.
Берген на деякий час покинула сцену, а згодом випустила альбоми «Burn him too God», «Sevgimin Bedeli» та «İstemiyorum» під музичним керівництвом Selami Şahin, Özer Şenay та Cengiz Tekin.
Берген помирилася з Сербестом, який був звільнений з в'язниці в 1988 році, залишила своє музичне і кіно життя позаду, а потім розлучилася з ним у квітні 1989 року.
Повернувшись на сцену в червні того ж року, артистка представила свій останній альбом «Yıllar Affetmez» перед смертю в 1989 році.

Співачка надсилала Сербесту гроші та обмінювалася листами під час його ув'язнення. Про її примирення з Сербестом після його звільнення з в'язниці, її двоюрідний брат сказав:
«Вона боялася, тому що його люди переслідували її. Скільки разів вона намагалася піти, він налітав на наш дім. Берген ховалася в моєму домі. Він напав на мій дім разом із людьми, яких ми називаємо мафією в Мерсіні. Він сказав: „Якщо ти зробиш неправильний рух, я вистрілю з рушниці, скажи мені, де вона“. Берген ховалася під ліжком у моєму домі».
В одному з інтерв'ю незадовго до виходу нападника з в'язниці Берген сказала:
"У мене мало почуттів. Мені боляче уявляти в'язницю і його. Іноді я ненавиджу його. Важкі для мене роки… Я ще не визначилася.

## Смерть
У місті, куди Берген поїхала для реклами свого останнього альбому Yıllar Affetmez, її застрелив Сербест. Співачці був 31 рік. Її поховали в рідному місті Мерсін. Під час нападу також постраждала її мати.  Могила співачки на Міжконфесійному кладовищі Мерсіна відкрита для відвідувачів.
Сербеста, який після вбивства втік за кордон, спіймали в Німеччині. Його засудили до 15-ти  років позбавлення волі, зменшивши цей термін за хорошу поведінку до 3 років. Враховуючи 16-місячний термін ув'язнення в Німеччині та Туреччині, його остаточно засудили до 7 місяців ув'язнення.

Мати Берген  розповідала про день нападу наступне:
«У Берген був концерт у Кайсері, Халіс підійшов до готелю, де ми зупинилися, і погрожував: «Якщо ти не повернешся до мене, я вас усіх уб’ю». Оскільки ми так часто чули ці погрози, ми не не звернули на це увагу... Моя донька повернулася спиною до квітів позаду і сказала: «Тепер усе закінчилося, я до тебе не повернуся!» Почувши це слово, він дістав з-за пояса пістолет. Я закричала якомога голосніше і просила про допомогу. Цього разу він направив на мене пістолет, щоб я замовкла, і вистрілив. Він залишив нас у крові та сів у машину  свого зведеного брата та втік».
Сестра Берген розповідала про стан матері після смерті доньки: «Після того болю мама поховала себе в могилі. Тоді вона завжди була в чорному: і на весіллі, і на бенкеті... Зі смертю Бельгін померла і моя мати. Моя мама розмовляла сама з собою. Бельгін дуже любила каву. Після смерті моєї сестри моя мама щоранку готувала дві кави в турці, розмовляла з Бельгін і пила її каву. Вона молилася до вечора в кімнаті моєї сестри. Вона казала: «Моя донька боїться самотності і темряви». Ми сиділи з мамою на цвинтарі до ранку».
Через погрози вбивці могила Берген захищена кліткою з 6 замками. Її сестра про цю ситуацію розповіла так: «32 роки тому той чоловік перед тим, як убити Бельгін, дзвонив о другій годині ночі і казав: «Я вам усім її кісток не залишу, я її вб’ю». Через це моя мама побудувала цю клітку".
У 2018 році Сербеста заарештували за звинуваченням у сексуальному насильстві над 4 дітьми.
У 2022 році про Берген був знятий байопік, головну роль зіграла актриса Фарах Зейнеп Абдуллах.

## Альбоми
| Рік  | Назва альбому                | Примітки                                                                      |
| ---- | ---------------------------- | ----------------------------------------------------------------------------- |
| 1982 | Şikayetim Var                | LP album, MC (Перевидано в 1986)                                              |
| 1983 | Kardeşiz Kader               | MC (Перевидано в 1985 і 1990)                                                 |
| 1985 | İnsan Severse                | MC (Перевидано як CD в 1999)                                                  |
| 1986 | Acıların Kadını              | LP, MC (Перевидано aяк CD в 1999)                                             |
| 1987 | Onu da Yak Tanrım            | LP, MC (Перевидано як CD в 1999)                                              |
| 1988 | Sevgimin Bedeli              | MC (Перевидано як CD в 1999)                                                  |
| 1988 | İstemiyorum                  | LP, MC (Перевидано як CD в 1999)                                              |
| 1989 | Yıllar Affetmez              | MC (Її останній альбом, який вийшов за її життя. Перевидано як CD в 1999)     |
| 1990 | Giden Gençliğim              | MC (Включає пісні, які ніколи раніше не випускалися. Перевидано як CD в 1999) |
| 1990 | Garibin Çilesi Mezarda Biter | MC (Включає пісні, які ніколи раніше не випускалися. Перевидано як CD в 1999) |
| 1991 | Son Ağlayışım                | MC, CD (Включає пісні, які ніколи раніше не випускалися.)                     |